# Meyers Konversations-Lexikon

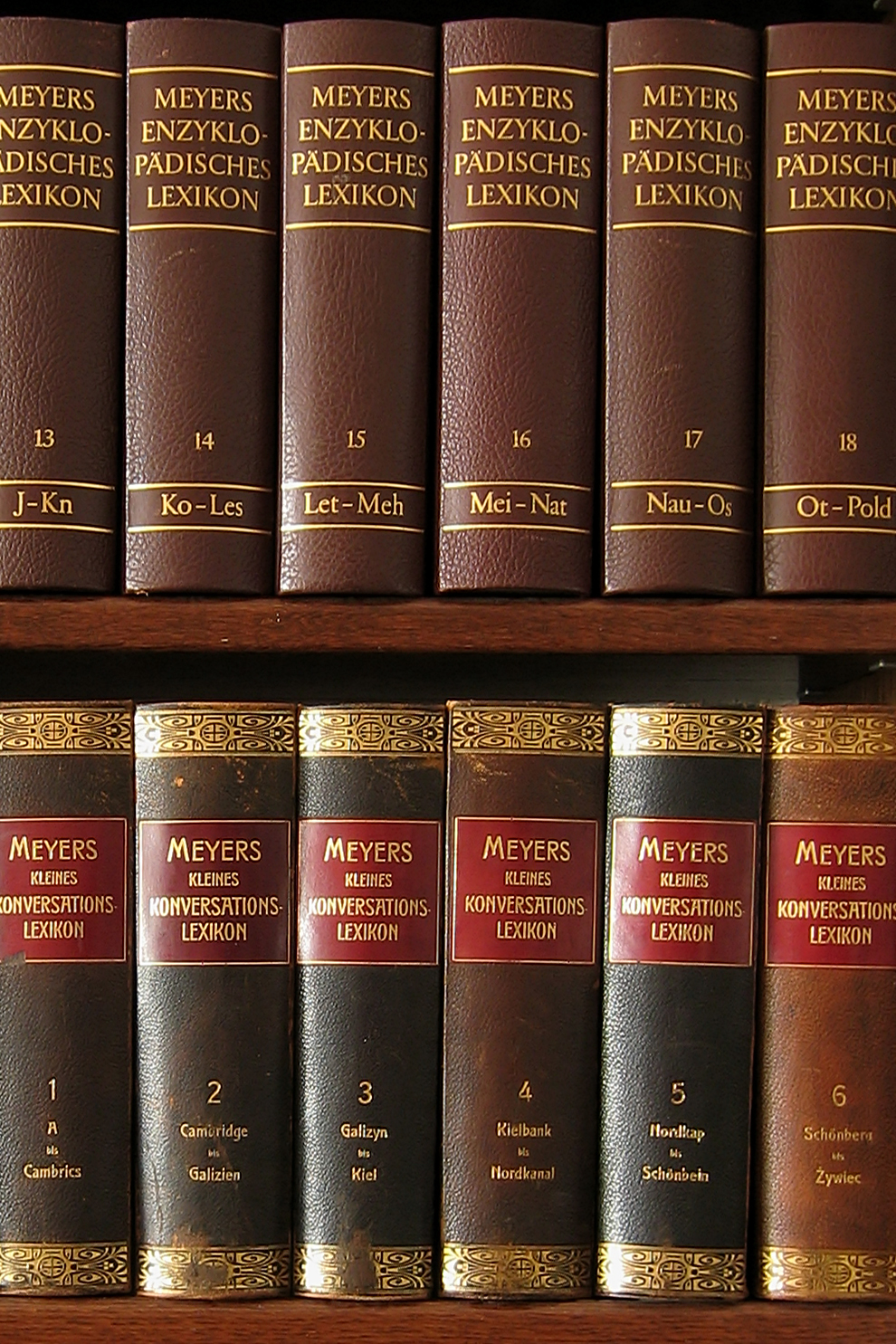
Tomos de la última Großen Meyer (a partir de 1971) y una edición más antigua y breve, de seis tomos (circa 1908).

Meyers Konversations-Lexikon es una importante enciclopedia escrita principalmente en lengua alemana, que publicó el Biographisches institut en varias ediciones. La enciclopedia tiene el nombre de su iniciador, Joseph Meyer. En 1986 se dejó de trabajar en ella a causa de la fusión entre el Biographisches Institut y Brockhaus (editorial de la Enciclopedia Brockhaus) en 1984.
La primera parte de Das Grosse Conversations-Lexikon für die gebildeten Stände ("Gran enciclopedia para las clases cultas") apareció en octubre de 1839. A diferencia de sus contemporáneos, contenía mapas e ilustraciones con el texto.
No hay ninguna indicación sobre el número de volúmenes previstos o un límite de tiempo para este proyecto, pero el por lo demás dinámico Meyer había avanzado poco. Después de seis años, habían aparecido 14 volúmenes, que cubrían sólo una quinta parte del alfabeto. Pasaron otros seis años antes de que se publicara el último volumen (46). Seis volúmenes suplementarios finalmente terminaron el trabajo en 1855. Al final, con 52 volúmenes, Das Grosse Conversations-Lexikon für die gebildeten Stände fue la enciclopedia alemana completa más completa del siglo XIX, también llamada "der Wunder-Meyer" (El maravilloso Meyer). El conjunto completo se reimprimió entre 1858 y 1859.